# (5398) 1989 AK1
(5398) 1989 AK1 là một tiểu hành tinh vành đai chính. Nó được phát hiện bởi Seiji Ueda và Hiroshi Kaneda ở Kushiro, Hokkaidō, ngày 13 tháng 1 năm 1989.